# شاين ويتنغتون
شاين ويتنغتون (بالإنجليزية: Shayne Whittington)‏ مواليد 27 مارس 1991، هو لاعب كرة سلة أمريكي يلعب مع فريق إنديانا بايسرز في الرابطة الوطنية لكرة السلة ويحمل الرقم 42. يبلغ طوله 6 قدم 11 بوصة (2.1 م).

## فرق لعب لها
- إنديانا بايسرز

## روابط خارجية
- شاين ويتنغتون على موقع إن بي أي (الإنجليزية)
- شاين ويتنغتون على موقع سبورتس رفرنس (الإنجليزية)
- شاين ويتنغتون على موقع الدوري الإسباني لكرة السلة (الإسبانية)
- شاين ويتنغتون على موقع كرة السلة الأوروبية.كوم (الإنجليزية)
- شاين ويتنغتون على موقع كلية كرة السلة في سبورتس رفرنس.كوم (الإنجليزية)
- شاين ويتنغتون على موقع ريلجم (الإنجليزية)
- شاين ويتنغتون على موقع بروبوليرز (الإنجليزية)
- شاين ويتنغتون على موقع سبورتس رفرنس (الإنجليزية)
- شاين ويتنغتون على موقع سبورتس رفرنس (الإنجليزية)